# Wilhelm L. Gruner
Wilhelm L. Gruner (* 12. April 1888 in Coburg; † nach 1936) war ein deutscher Komponist.

## Leben
Über die Jugend- und Studienzeit Wilhelm L. Gruners sind keine Informationen bekannt. Während des Ersten Weltkriegs kämpfte er in der gleichen Einheit wie Kurt Tucholsky, wie eine Anekdote Tucholskys zeigt. Gruner und Tucholsky wurden Freunde – es existiert ein Foto aus dem Jahre 1915 mit „Musikprofessor Gruner“ und bei ihm eingehakt Tucholsky. Tucholsky widmete Wilhelm L. Gruner im Jahr 1920 seine Märchenerzählung Die verzauberte Prinzessin.
Außer den Hinweisen in Dokumenten Kurt Tucholskys sind keine weiteren biographischen Informationen über Wilhelm L. Gruner verwahrt worden. Das Kurzgefasste Tonkünstler-Lexikon von Frank Altmann listet Gruner noch in der Ausgabe aus dem Jahr 1936. Dort wird seine Tätigkeit als Konzertbegleiter angegeben und dass Gruner in „Geltow (Osthavelland)“ wohnen würde.

## Kompositionen
- 5 Gesänge für Stimme und Klavierbegleitung op. 8[5]
- 4 Gedichte für Stimme und Klavierbegleitung op. 11[5]
- Sinfonie
- Klavierkonzert
- Streichquartett
- Maja, Oper